# Eleição municipal de Sumaré em 2016
A eleição municipal de Sumaré em 2016 ocorreu em 2 de outubro de 2016 para eleger um prefeito, um vice-prefeito e 21 vereadores para o município de Sumaré, no Estado de São Paulo, Brasil. Foi eleito para prefeito Luiz Dalben, do PPS, com 42,97% dos votos válidos, conquistando a vitória no primeiro turno da disputa com quatro adversários: Tito (PT), Toninho Mineiro  (PV), Cristina Carrara (PSDB) e Rafael Virginelli (PR) . O vice-prefeito eleito, na chapa de Dalben, foi Henrique do Paraíso (PPS). Foi feita a divulgação das normas de conduta para as eleições municipais, hábito que vem sendo tomado pela Administração Municipal desde o pleito de 2006 . A disputa para as 21 vagas na Câmara Municipal de Sumaré envolveu a participação de 363 candidatos. O canditado que obteve o maior número de votos foi Joel Cardoso da Luz,  com 3.890 votos (3,16% dos votos válidos).

## Antecedentes
Na eleição municipal de 2012, a candidata Cristina Carrara, do PSDB, derrotou os candidatos: Tito (PT), Toninho Mineiro (PMDB), Vilson Alves (PV) e José Nunes (PSOL) .O vice-prefeito eleito, na chapa de Cristina, foi Luiz Alfredo Dalben (PPS). A candidata do PSDB foi eleita com 41,08% dos votos válidos, em 2012. O prefeito eleito em 2008 foi José Antônio Bacchim, que fora duas vezes prefeito em Sumaré, em 2004 e 2008. O candidato havia se candidatado em 2000 para a vaga de vice-prefeito, mas sua chapa saiu derrotada.

## Eleitorado
Sumaré tem uma população estimada de 269.522,  com um colégio eleitorado de 180.384, e um PIB de 11,3 bilhões de acordo com a União. Em 2016 Luiz Dalben foi eleito com 42,97% dos votos válidos.

## Candidatos
Foram cinco candidatos à prefeitura em 2016: Luiz Dalben do PPS, Professor Tito do PT, Rafael Virginelli do PR, Toninho Mineiro do PV e Cristina Carrara do PSDB.
|  | Nº | Candidato a prefeito | Candidato a prefeito | Candidato a vice-prefeito | Candidato a vice-prefeito | Coligação                                                                           |
|  | -- | -------------------- | -------------------- | ------------------------- | ------------------------- | ----------------------------------------------------------------------------------- |
|  | 23 |                      | Luiz Dalben          |                           | Henrique do Paraíso       | A Força do Bem PPS, PSL, PTC, PTdoB, PCdoB, PROS, PMDB, PMN, PRP, PHS, PRB, PEN, SD |
|  | 45 |                      | Cristina Carrara     |                           | Luiz Eduardo              | Coragem para seguir mudando PSDB, PSB, DEM, PDT, PSC, PTB, PMB, PSD, PP             |
|  | 43 |                      | Toninho Mineiro      |                           | Roberto Guimarães         | Um novo caminho para Sumaré PV, REDE                                                |
|  | 13 |                      | Professor Tito       |                           | Bacchim                   | PT                                                                                  |
|  | 22 |                      | Rafael Virginelli    |                           | Marisa Longhini           | PR                                                                                  |

## Campanha
Em toda sua campanha, Dalben quis expor seu plano de governo, com a intenção de se aproximar do eleitorado. Seu plano de governo promovia um discurso de promover o desenvolvimento sustentável do município, de uma forma participativa com a população, e buscar de uma forma mais continuada uma integração do poder público municipal e da sociedade civil organizada. Entre as muitas propostas da sua campanha, algumas visavam rever as concessões do departamento de água e esgoto da cidade (DAE), e estimular o surgimento de novos investimentos e empreendimentos, fossem eles agroindustriais ou industriais.

## Resultados

### Prefeito
No dia 2 de outubro, Luiz Dalben foi eleito com 42,97% dos votos válidos.

### Vereador
Foram vinte e um (21) vereadores eleitos;  O vereador mais votado foi Joel (SD), que teve 3.890 votos.
| Candidato(a)            | Vice                      | 1º Turno 2 de outubro de 2016 | 1º Turno 2 de outubro de 2016 |
| Candidato(a)            | Vice                      | Votação                       | Votação                       |
|                         |                           | Total                         | Porcentagem                   |
| ----------------------- | ------------------------- | ----------------------------- | ----------------------------- |
| Luiz Dalben (PSD)       | Henrique do Paraíso (PSD) | 50.624                        | 42,97%                        |
| Cristina Carrara (PSDB) | Luiz Eduardo (PSB)        | 30.377                        | 24,78%                        |
| Toninho Mineiro (PV)    | ROberto guimarães (REDE)  | 17.544                        | 14,89%                        |
| Professro Tito (PT)     | Bacchim (PT)              | 14.099                        | 11,97%                        |
| Rafael Virginelli (PR)  | Marisa Longhini (PR)      | 5.179                         | 4.40%                         |

| Resultado da eleição para a Câmara Municipal de Sumaré em 2016 por candidato | Resultado da eleição para a Câmara Municipal de Sumaré em 2016 por candidato | Resultado da eleição para a Câmara Municipal de Sumaré em 2016 por candidato | Resultado da eleição para a Câmara Municipal de Sumaré em 2016 por candidato | Resultado da eleição para a Câmara Municipal de Sumaré em 2016 por candidato |
| Candidato                                                                    | Número                                                                       | Partido                                                                      | Votos                                                                        | Porcentagem                                                                  |
| ---------------------------------------------------------------------------- | ---------------------------------------------------------------------------- | ---------------------------------------------------------------------------- | ---------------------------------------------------------------------------- | ---------------------------------------------------------------------------- |
| Joel                                                                         | 77                                                                           | SD                                                                           | 3.890                                                                        | 3,16%                                                                        |
| William Souza                                                                | 13                                                                           | PT                                                                           | 3.438                                                                        | 2,79%                                                                        |
| Cláudio Mesca                                                                | 40                                                                           | PSB                                                                          | 2.369                                                                        | 1,93%                                                                        |
| Tião                                                                         | 14                                                                           | PTB                                                                          | 2.258                                                                        | 1,84%                                                                        |
| Décio Marmirolli                                                             | 40                                                                           | PSB                                                                          | 2.246                                                                        | 1,83%                                                                        |
| João Maioral                                                                 | 12                                                                           | PDT                                                                          | 1.748                                                                        | 1,42%                                                                        |
| Rudinei Lobo                                                                 | 10                                                                           | PRB                                                                          | 1.660                                                                        | 1,35%                                                                        |
| Fininho                                                                      | 55                                                                           | PSD                                                                          | 1.618                                                                        | 1,32%                                                                        |
| Fabinho                                                                      | 77                                                                           | SD                                                                           | 1.597                                                                        | 1,30%                                                                        |
| Márcio Brianes                                                               | 65                                                                           | PC do B                                                                      | 1.517                                                                        | 1,23%                                                                        |
| Josué Cardozo                                                                | 77                                                                           | SD                                                                           | 1.497                                                                        | 1,22%                                                                        |
| Dr. Champam                                                                  | 45                                                                           | PSDB                                                                         | 1.322                                                                        | 1,07%                                                                        |
| Ronaldo Mendes                                                               | 45                                                                           | PSDB                                                                         | 1.297                                                                        | 1,05%                                                                        |
| Edgardo Cabral                                                               | 10                                                                           | PRB                                                                          | 1.270                                                                        | 1,03%                                                                        |
| Hélio                                                                        | 23                                                                           | PPS                                                                          | 1.270                                                                        | 1,03%                                                                        |
| Valdir de Oliveira                                                           | 25                                                                           | DEM                                                                          | 1.256                                                                        | 1,02%                                                                        |
| Ney do Gás                                                                   | 43                                                                           | PV                                                                           | 1.232                                                                        | 1,00%                                                                        |
| Dr. Sérgio Rosa                                                              | 12                                                                           | PDT                                                                          | 1.162                                                                        | 0,94%                                                                        |
| Dudú Lima                                                                    | 23                                                                           | PPS                                                                          | 1109                                                                         | 0,90%                                                                        |
| Prof Edinho                                                                  | 18                                                                           | REDE                                                                         | 956                                                                          | 0,78%                                                                        |
| Ulisses Gomes                                                                | 13                                                                           | PT                                                                           | 905                                                                          | 0,74%                                                                        |

## Análises
Aos 26 anos, Dalben foi o prefeito mais jovem a ser eleito na cidade de Sumaré, e foi empossado no dia 1° de janeiro de 2017, com mandato vigente até 2020. Logo após assumir a prefeitura da cidade, Luiz Dalben, anunciou cinco secretários de seu governo para finanças, administração e RH, saúde, serviços públicos e governo.